# Société anonyme des ateliers d'aviation Louis Breguet

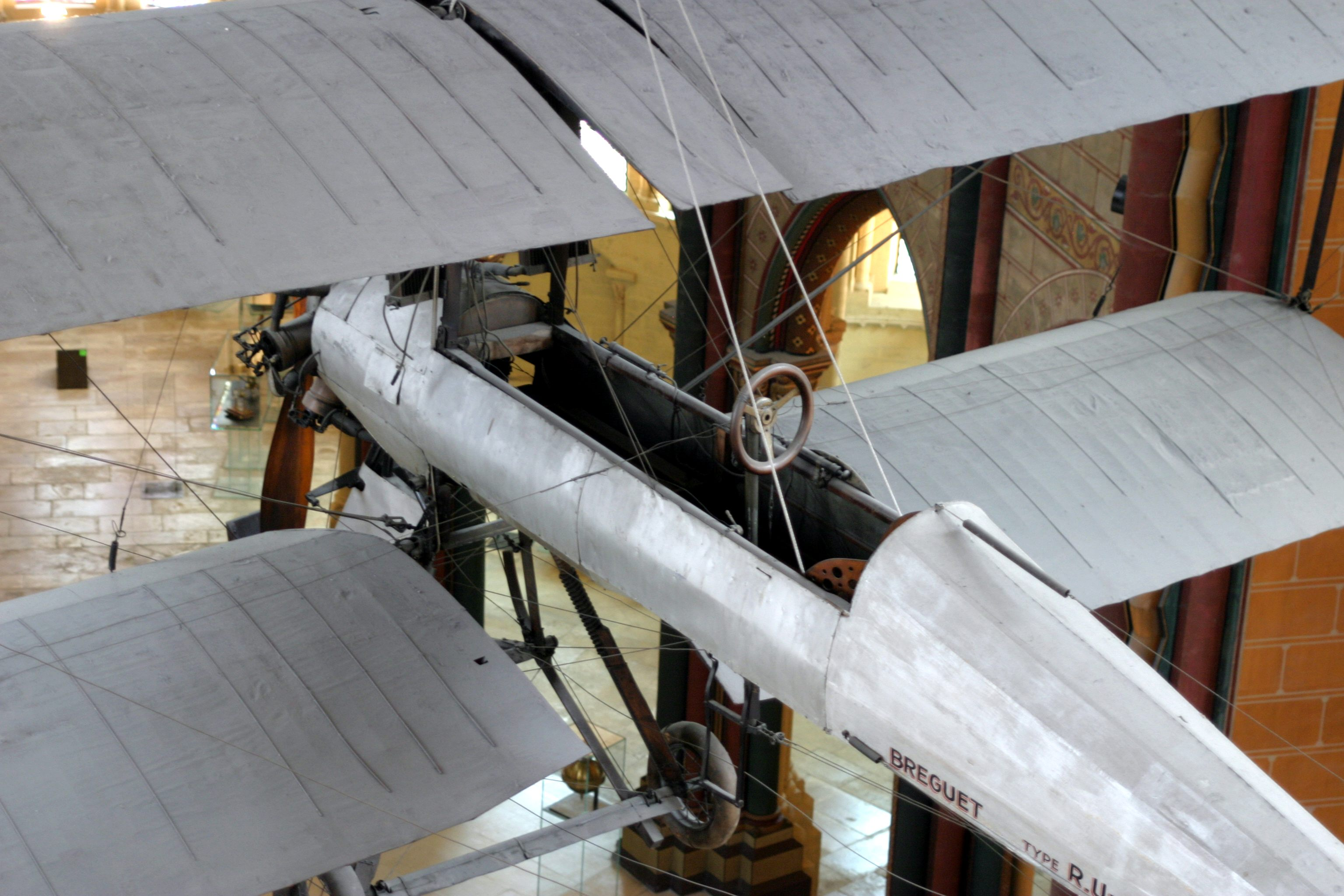
Il biplano Breguet Type R.U1 No.40 del 1911 esposto al Musée des arts et métiers di Parigi.

La Société anonyme des ateliers d'aviation Louis Breguet, conosciuta anche semplicemente come Breguet Aviation, venne fondata nel 1911 da Louis Charles Breguet.

## Storia
Inizialmente nello stabilimento di Vélizy-Villacoublay, vicino a Parigi, si dedicò alla costruzione in piccoli numeri di idrovolanti mentre la successiva produzione si concentrò su aerei militari tra cui il Breguet XIV il quale sarà prodotto in quasi 6 000 esemplari.
Il successivo Breguet XIX, prodotto dal 1922 in circa 2 000 unità, fu il velivolo pilotato da Dieudonné Costes e Maurice Bellonte con cui riuscirono ad attraversare l'oceano Atlantico nel 1930 il quale venne ribattezzato Point d'Interrogation o Breguet Super Bidon.
Successivamente alla produzione dei modelli Breguet 27, 521, 730, la Breguet si estese impiantando stabilimenti a Le Havre ed a Nantes. Nel 1939, a seguito della sua nazionalizzazione ed integrazione nei consorzi aeronautici Société nationale de constructions aéronautiques du Nord (SNCAN) e Société nationale des constructions aéronautiques de l'ouest (SNCAO), Breguet acquisisce la Latécoère e riesce a produrre più di 200 esemplari del bombardiere Breguet 690 prima dell'armistizio.
Dal 1945 vengono esplorate nuove possibilità commerciali, anche con il modello 763, un quadrimotore civile da trasporto passeggeri la cui serie venne denominata Breguet Deux-Ponts. Dopo il suo primo volo effettuato nel 1949, l'Air France ne acquistò 12 esemplari che utilizzò dal 1953 al 1971 per le proprie linee in Nordafrica e nel Mediterraneo.
Nel frattempo la Breguet decise di assumere una parte attiva nella diffusione del volo a vela mettendo in produzione una serie economica di alianti, dei quali il capostipite era il monoposto Breguet 901 Mouette.
In tutto questo periodo Breguet svolse un ruolo attivo nello sviluppo dell'aviazione, ma le sue soluzioni tecniche di successo andavano di pari passo con significative difficoltà finanziarie. Nel 1955 Louis Breguet morì, lasciando la conduzione dell'azienda a Sylvain Floirat.
In quel periodo vennero sperimentati nuovi prototipi come lo STOL Breguet Br 940 ed il Br 960 Vultur, entrambi caratterizzati dall'ala "soffiata" che, grazie all'effetto Coandă, generava un aumento della velocità del flusso sul dorso del profilo aumentando di conseguenza la spinta verso l'alto. In base alle esperienze fatte con questi aerei verranno successivamente sviluppati i velivoli di serie Breguet Br 941 e Br 1050 Alizé.
Per partecipare ad un concorso emesso dalla NATO per un aereo da appoggio tattico leggero, Breguet sviluppò il Br.1001 Taon che, pur stabilendo un primato di velocità, non si aggiudicò la fornitura andata all'italiano Fiat G-91.
Nel 1964 venne portato in volo per la prima volta il pattugliatore marittimo Br.1150 Atlantic, frutto di una collaborazione a livello europeo che sarà seguita da una piccola serie e diversi sviluppi.
Nel 1966 Breguet partecipò assieme all'azienda britannica British Aircraft Corporation (BAC) ad un programma di sviluppo dando origine al consorzio anglofrancese Société Européenne de Production de l'Avion d'École de Combat et d'Appui Tactique (SEPECAT) dando origine al cacciabombardiere tattico supersonico Jaguar. Inoltre sviluppò le basi per un addestratore avanzato in collaborazione con l'azienda tedesca Dornier-Werke GmbH che darà origine al Dassault-Dornier Alpha Jet.
Nel 1971 fu infine acquisita dalla Avions Marcel Dassault diventandone una consociata e prendendo il nome di Avions Marcel Dassault - Breguet Aviation (AMDBA).

## Produzione (antecedente all'assorbimento Dassault)

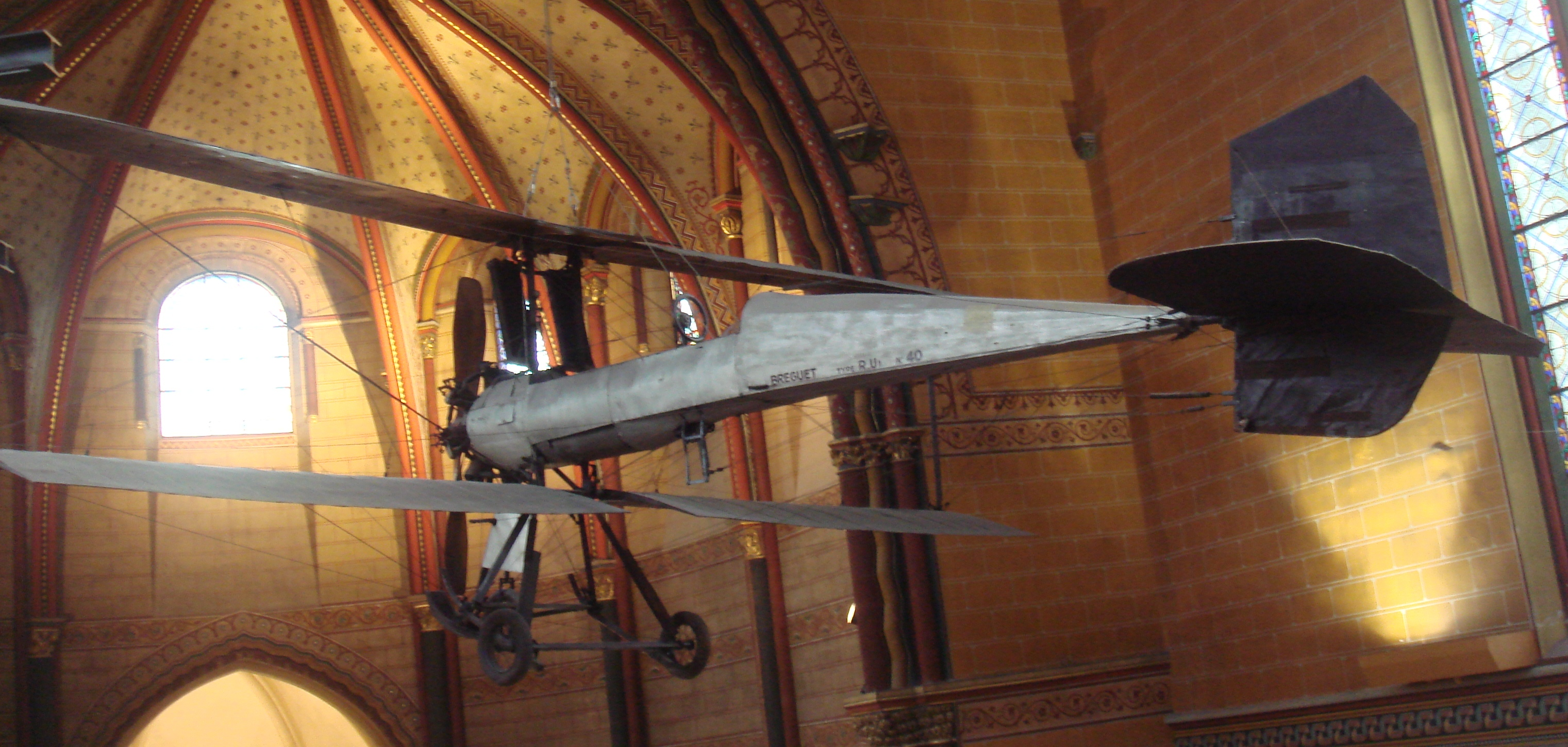
Altra immagine del biplano Breguet Type R.U1 No.40. Musée des arts et métiers, Parigi.

- Breguet-Richet Gyroplane (1907) - elicottero/elicoplano sperimentale monomotore e monoposto realizzato in due esemplari.
- Breguet Type II (prebellico) - biplano monomotore leggero a carrello d'atterraggio triciclo.
- Breguet Type III (1910) - versione triposto ingrandita del Type II e dotata di motore rotativo.
- Breguet Type R.U1 (1911) - monomotore biplano.
- Breguet Aerhydroplane (1913) - prototipo di idrovolante monomotore biplano (mai volato).
- Breguet Type IV (1914) - bombardiere biplano monomotore biposto con configurazione spingente.
- Breguet Type V (1915) - caccia di scorta biplano monomotore biposto. Variante del Type IV.
- Breguet 6 (1915) - Versione del Breguet 5 dotata di differente motorizzazione.
- Breguet 12 (1918) - Versione del Breguet 5 dotata di cannone da 37 mm e faro di ricerca (caccia notturno).
- Breguet Bre 14 (1916) - bombardiere biplano monomotore biposto.
- Breguet Bre 16 (1918) - bombardiere, versione ingrandita del Breguet 14.
- Breguet Bre 17 (1918) - caccia, versione ridotta del Breguet 14.
- Breguet Bre 19 (1922) - biplano monomotore biposto ricognitore/bombardiere leggero/aereo da turismo.
- Breguet Bre 20
- Breguet Bre 22
- Breguet Bre 26T (1926) - aereo di linea monomotore biplano da 8 passeggeri.
- Breguet Bre 280T (1928) - sviluppo del 26T dotato di una diversa e più aerodinamica fusoliera.
- Breguet Calcutta - il britannico Short S.8 Calcutta prodotto su licenza (1928) - aereo di linea biplano trimotore da 15 passeggeri.
- Breguet Bre 27 (1929) - ricognitore biplano monomotore biposto.
- Breguet Bre 521 Bizerte (1929) - sviluppo del Calcutta, idropattugliatore marittimo a lungo raggio.
- Breguet Bre 393T (1931) - aereo di linea biplano trimotore.
- Breguet Bre 270 (1933) - sviluppo del Bre 27 realizzato con struttura in acciaio.
- Breguet Bre 530 Saigon - versione civile del 521.
- Breguet Bre 693 (1938) - monoplano bimotore biposto da attacco al suolo/caccia.
- Breguet Br 730 (1938) - idrovolante a scafo centrale quadrimotore a lungo raggio.
- Breguet Deux-Ponts (1949) - serie di aerei di linea quadrimotore a fusoliera larga.
  - Breguet Br 761
  - Breguet Br 763 Provence
  - Breguet Br 765 Sahara
- Breguet Bre 790 Nautilus (1939) - idrovolante da ricognizione a scafo centrale.
- Breguet G.IIE Gyroplane (1949) - elicottero quadriposto a rotori controrotanti sperimentale.
- Breguet Br 1050 Alizé (1956) - monomotore turboelica triposto ASW.
- Breguet Br 960 Vultur (1951) - bimotore biposto ASW a motorizzazione mista a getto/turboelica.
- Breguet Br 1001 Taon (1957) - jet strike monomotore monoposto.
- Breguet Br 941 (1961) - quadrimotore turboelica da trasporto STOL.
- Breguet Br 1150 Atlantic (1961) - pattugliatore marittimo bimotore turboelica.

### Alianti
- Breguet Br 900
- Breguet Br 901
- Breguet Br 902
- Breguet Br 904
- Breguet Br 905
- Breguet Br 906